# Richard Okunorobo
Richard Okunorobo Islas (Puebla, Puebla, México, 14 de agosto de 1988) es un futbolista mexicano.

## Trayectoria

### Real San Cosme
Llegó al Real San Cosme en el 2007 para jugar en la Tercera División. Su debut en el equipo se dio el 17 de agosto ante el Atlético Cuernavaca arrancando como titular y completando todo el encuentro que terminó empatado a cero goles.

### Dorados de Sinaloa
Para el Aperutura 2017 se anuncia su llegada al club sinaloense.

### CD Universitario
El día 11 de enero de 2019 se hace oficial su transferencia al CD Universitario de Panamá.

### Venados
El día 4 de junio de 2019 se hace oficial su llegada al Venados FC.

## Estadísticas
| Real San Cosme · México             | 4ª            | 2007          | 14  | 1 | -  | - | - | - | 14  | 1 |
| Real San Cosme · México             | Total club    | Total club    | 14  | 1 | 0  | 0 | 0 | 0 | 14  | 1 |
| Ángeles de Comsbmra · México        | 3ª            | 2008          | 7   | 1 | -  | - | - | - | 7   | 1 |
| Ángeles de Comsbmra · México        | Total club    | Total club    | 7   | 1 | 0  | 0 | 0 | 0 | 7   | 1 |
| Lobos BUAP Premier · México         | 3ª            | 2008-09       | 18  | 0 | -  | - | - | - | 18  | 0 |
| Lobos BUAP Premier · México         | Total club    | Total club    | 18  | 0 | 0  | 0 | 0 | 0 | 18  | 0 |
| CD Cuautla · México                 | 3ª            | 2010          | 13  | 2 | -  | - | - | - | 13  | 2 |
| CD Cuautla · México                 | Total club    | Total club    | 13  | 2 | 0  | 0 | 0 | 0 | 13  | 2 |
| Querétaro FC Premier · México       | 3ª            | 2010-11       | 20  | 1 | -  | - | - | - | 20  | 1 |
| Querétaro FC Premier · México       | 3ª            | 2011-12       | 21  | 0 | -  | - | - | - | 21  | 0 |
| Querétaro FC Premier · México       | Total club    | Total club    | 41  | 1 | 0  | 0 | 0 | 0 | 41  | 1 |
| Delfines FC · México                | 3ª            | 2012-13       | 29  | 1 | -  | - | - | - | 29  | 1 |
| Delfines FC · México                | Total club    | Total club    | 29  | 1 | 0  | 0 | 0 | 0 | 29  | 1 |
| Lobos BUAP · México                 | 2ª            | 2013-14       | 0   | 0 | 4  | 0 | - | - | 4   | 0 |
| Lobos BUAP · México                 | 2ª            | 2014          | 0   | 0 | -  | - | - | - | 0   | 0 |
| Lobos BUAP · México                 | 2ª            | 2016-17       | 16  | 0 | 4  | 0 | - | - | 20  | 0 |
| Lobos BUAP · México                 | Total club    | Total club    | 16  | 0 | 8  | 0 | 0 | 0 | 24  | 0 |
| Dorados · México                    | 2ª            | 2018          | 12  | 0 | 2  | 0 | - | - | 14  | 0 |
| Dorados · México                    | Total club    | Total club    | 12  | 0 | 2  | 0 | 0 | 0 | 14  | 0 |
| Alebrijes · México                  | 2ª            | 2018          | 0   | 0 | 3  | 0 | - | - | 3   | 0 |
| Alebrijes · México                  | Total club    | Total club    | 0   | 0 | 3  | 0 | 0 | 0 | 3   | 0 |
| CD Universitario · Panamá           | 1ª            | 2019          | 7   | 0 | -  | - | - | - | 7   | 0 |
| CD Universitario · Panamá           | Total club    | Total club    | 7   | 0 | 0  | 0 | 0 | 0 | 7   | 0 |
| Venados · México                    | 2ª            | 2019          | 6   | 0 | 1  | 0 | - | - | 7   | 0 |
| Venados · México                    | Total club    | Total club    | 6   | 0 | 1  | 0 | 0 | 0 | 7   | 0 |
| Total carrera                       | Total carrera | Total carrera | 163 | 6 | 14 | 0 | 0 | 0 | 177 | 6 |
| (1)Incluye datos de la Copa México. |               |               |     |   |    |   |   |   |     |   |